# سانت أنجيلو ديل بيسكو
سانت أنجيلو ديل بيسكو هي بلدية في مقاطعة إزرنية في منطقة مليزة بجنوب إيطاليا، وتقع على بعد حوالي 50 كيلومتر (31 ميل) شمال غرب كمبباسة وحوالي 30 كيلومتر (19 ميل) شمال إزرنية.